# Endrinal (Salamanca)
Endrinal (zu deutsch: Schwarzdornfeld oder Schlehenanger) ist ein Ort und eine westspanische Gemeinde (municipio) mit 204 Einwohnern (Stand: 2024) in der Provinz Salamanca in der Autonomen Region Kastilien-León.
Die Gemeinde besteht neben dem Hauptort Endrinal aus den Ortschaften Casas de Monleón und Villar de Leche.

## Lage
Endrinal liegt in einer Höhe von ca. 930 m etwa 52 Kilometer südsüdwestlich von der Provinzhauptstadt Salamanca. Das Klima im Winter ist kühl, im Sommer dagegen durchaus warm; die Niederschlagsmengen fallen – mit Ausnahme der nahezu regenlosen Sommermonate – verteilt übers ganze Jahr.

## Bevölkerungsentwicklung
| Jahr      | 1970 | 1981 | 1991 | 2001 | 2011 | 2021 |
| Einwohner | 548  | 349  | 318  | 300  | 256  | 210  |

Das kontinuierliche Bevölkerungswachstum ist im Wesentlichen auf die Mechanisierung der Landwirtschaft sowie die Aufgabe von bäuerlichen Kleinbetrieben und den damit einhergehenden Verlust an Arbeitsplätzen in den umgebenden Landgemeinden zurückzuführen.

## Sehenswürdigkeiten
- Burganlage von Villar de Leche (Castillo de Villar de Leche oder Castillo de Valdemedina), ursprünglich aus dem 8. Jahrhundert, heutige Ruine aus dem 10. bis 13. Jahrhundert
- Peterskirche in Endrinal
- Fabianus- und Stephanuskirche in Casas de Monleón
- Kapelle der Jungfrau von El Mensegal nahe Endrinal aus dem 16. Jahrhundert
- Kapelle von El Humilladero aus dem 17. Jahrhundert
- Rathaus

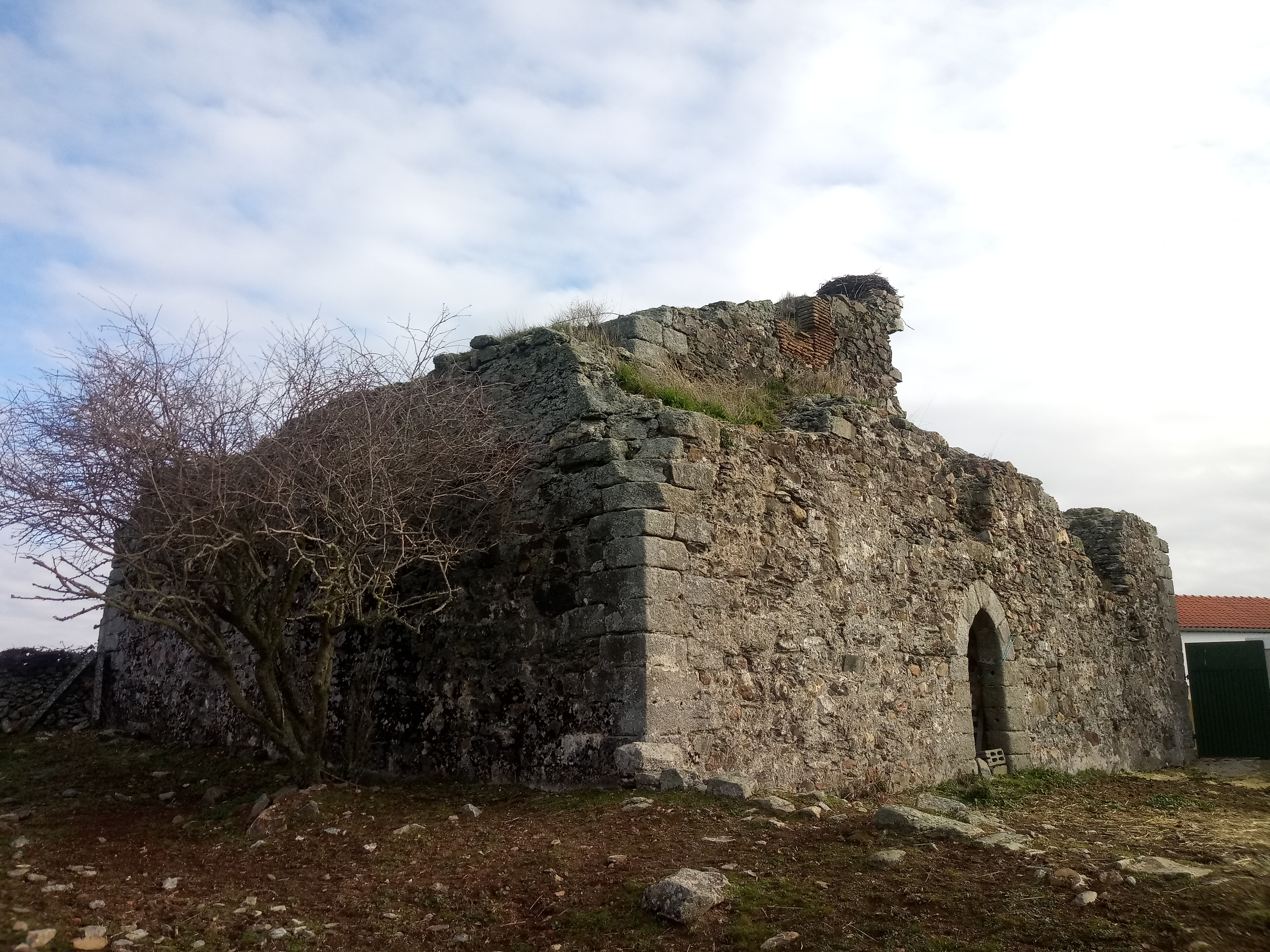
Burgruine von Villar de Leche